# ユリウス (ブラウンシュヴァイク＝ヴォルフェンビュッテル公)
ユリウス（ドイツ語：Julius, 1528年6月29日 - 1589年5月3日）は、ブラウンシュヴァイク＝リューネブルク公の1人で、ヴォルフェンビュッテル侯（在位：1568年 - 1589年）。ヴォルフェンビュッテル侯ハインリヒ2世と妃マリア・フォン・ヴュルテンベルクの末子。

## 生涯
ハインリヒ2世の末息子ユリウスには聖職者の道を歩む事を期待されていた。ルーヴェン大学を卒業後、1553年にミンデン司教に叙階されたが、1年で辞職する事になった。同年に起きた第二次辺境伯戦争でブランデンブルク＝クルムバッハ辺境伯アルブレヒト・アルキビアデスと父が激突、ジーフェルスハウゼンの戦いにおいて2人の兄が戦死してしまい、ユリウスがヴォルフェンビュッテル侯領の相続人になった為だった。ユリウスがプロテスタントに改宗すると、父はあらゆる手を尽くして彼を相続人から外そうとしたが、失敗に終わった。
1568年に父が死ぬと、後を継いだユリウスは税制改革を侯領に導入し、貴族に苦しめられていた農民達の地位を改善させた。ユリウスはまた侯領の住民を兵士とする私兵軍を組織し、各家庭の家長に武器を所有して軍事教練に参加するよう命じ、司法システムをも改革した。翌1569年に反抗していた都市ブラウンシュヴァイクと和議を結び、同市はユリウスを主君と認めた。しかしユリウスとブラウンシュヴァイク市との抗争はこれ以後も続いた。
ユリウスは侯領での交易を促進し、特に鉱山業に力を注いだ。ハルツにおける銅と鉛の採掘は繁栄し、多くの鉱山が新たに開かれた。ユリウス自身、泥灰土の利用法に関する著書をものした。採掘された鉱物をより多く売りさばけるよう、彼は道路や河川の整備に努めた。1577年には、オーカー川がハルツとヴォルフェンビュッテルの間を結ぶようになった。1576年には、ユリウスは自領において最初の大学となるヘルムシュテット大学を創設した。大学創設には新しくプロテスタント領邦となった地域にプロテスタント聖職者を送り込む目的があった。
1581年、ユリウスは好んで訪れていたヴェネツィアのカナル・グランデに面するカ・ヴェンドラミン・カレルジ宮殿を買い取った。彼は経済的に行きづまっていたヴェネツィア貴族のロレダン家からこれを購入した。しかしその2年後の1583年、マントヴァ侯グリエルモ・ゴンザーガにこれを売り渡している。
1584年、ユリウスは子供のない従叔父のカレンベルク＝ゲッティンゲン侯エーリヒ2世が死ぬとカレンベルク侯領を継承した。それから5年後の1589年に死去、長男のハインリヒ・ユリウスが後を継いだ。

## 子女
1560年、ブランデンブルク選帝侯ヨアヒム2世ヘクトルの娘ヘートヴィヒと結婚し、間に11人の子女をもうけた。
- ゾフィア・ヘートヴィヒ（1561年 - 1631年） - ポンメルン＝ヴォルガスト公エルンスト・ルートヴィヒと結婚
- ハインリヒ・ユリウス（1564年 - 1613年）
- マリア（1566年 - 1626年） - ザクセン＝ラウエンブルク公フランツ2世と結婚
- エリーザベト（1567年 - 1618年） - ブラウンシュヴァイク＝ハルブルク公クリストフと結婚
- フィリップ・ジギスムント（1568年 - 1623年） - フェルデン司教、オスナブリュック司教
- マルガレーテ（1571年 - 1580年）
- ヨアヒム・カール（1573年 - 1615年） - ストラスブール大聖堂首席司祭
- ザビーネ・カタリーナ（1574年 - 1590年）
- ドロテア・アウグステ（1577年 - 1625年） - ガンデルスハイムの女子修道院長
- ユリウス・アウグスト（1578年 - 1618年） - ミヒャエルシュタインの修道院長
- ヘートヴィヒ（1580年 - 1657年） - ブラウンシュヴァイク＝ハルブルク公オットー3世と結婚

| 爵位・家督         | 爵位・家督                                                     | 爵位・家督                |
| ------------------ | -------------------------------------------------------------- | ------------------------- |
| 先代 ハインリヒ2世 | ブラウンシュヴァイク＝ヴォルフェンビュッテル侯 1568年 - 1589年 | 次代 ハインリヒ・ユリウス |
| 先代 エーリヒ2世   | カレンベルク＝ゲッティンゲン侯 1584年 - 1589年                 | 次代 ハインリヒ・ユリウス |